# Hendricus van der Maas
Hendricus Jacobus van der Maas (Amsterdam, 19 oktober 1899 – Oud-Beijerland, 24 februari 1987) was een Nederlands vliegtuigbouwkundig ingenieur en hoogleraar.

## Loopbaan

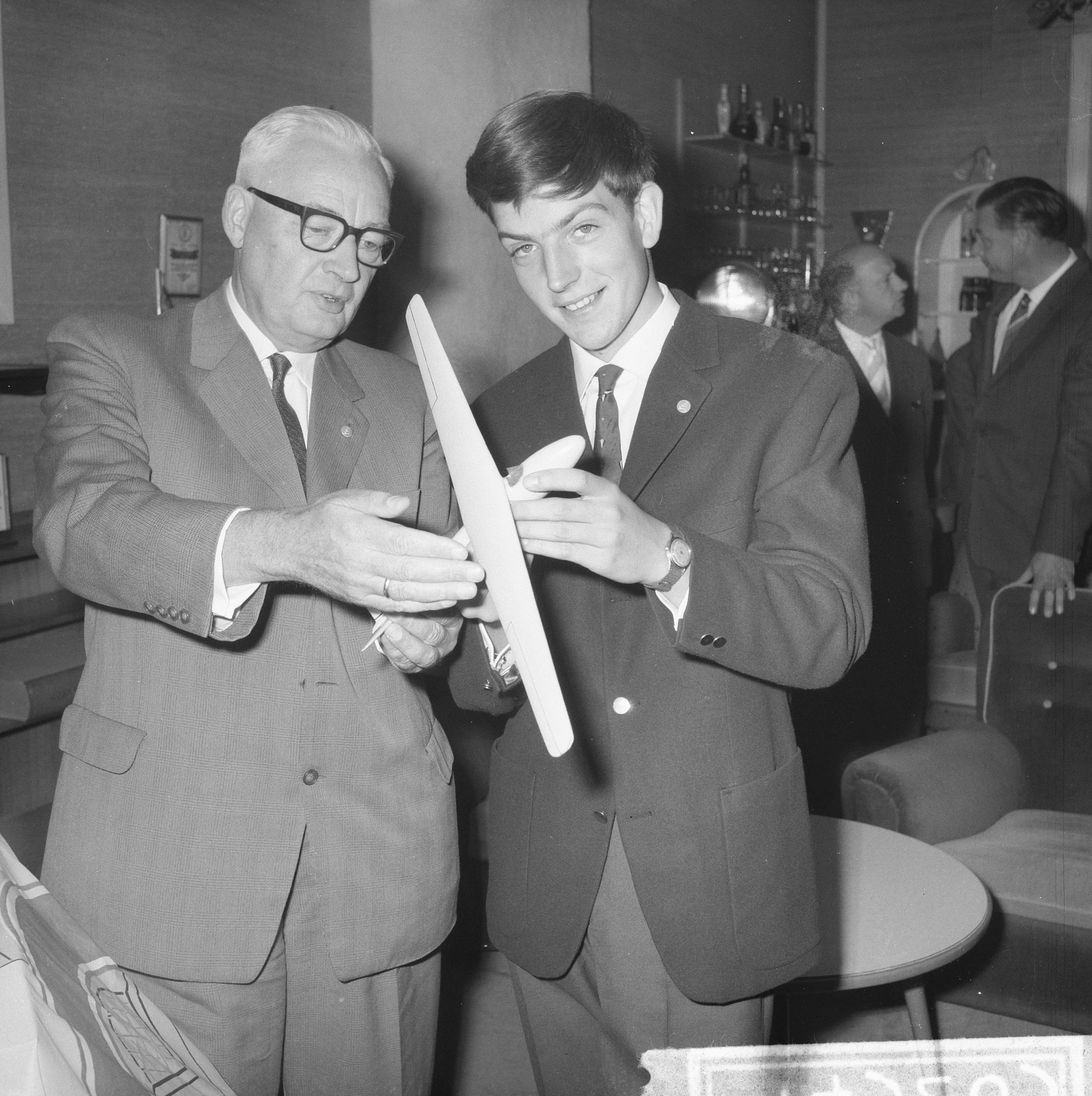
Van der Maas in 1962 met de 16-jarige Toon Buyz, aan wie het duizendste zweefvliegtuigbewijs is uitgereikt

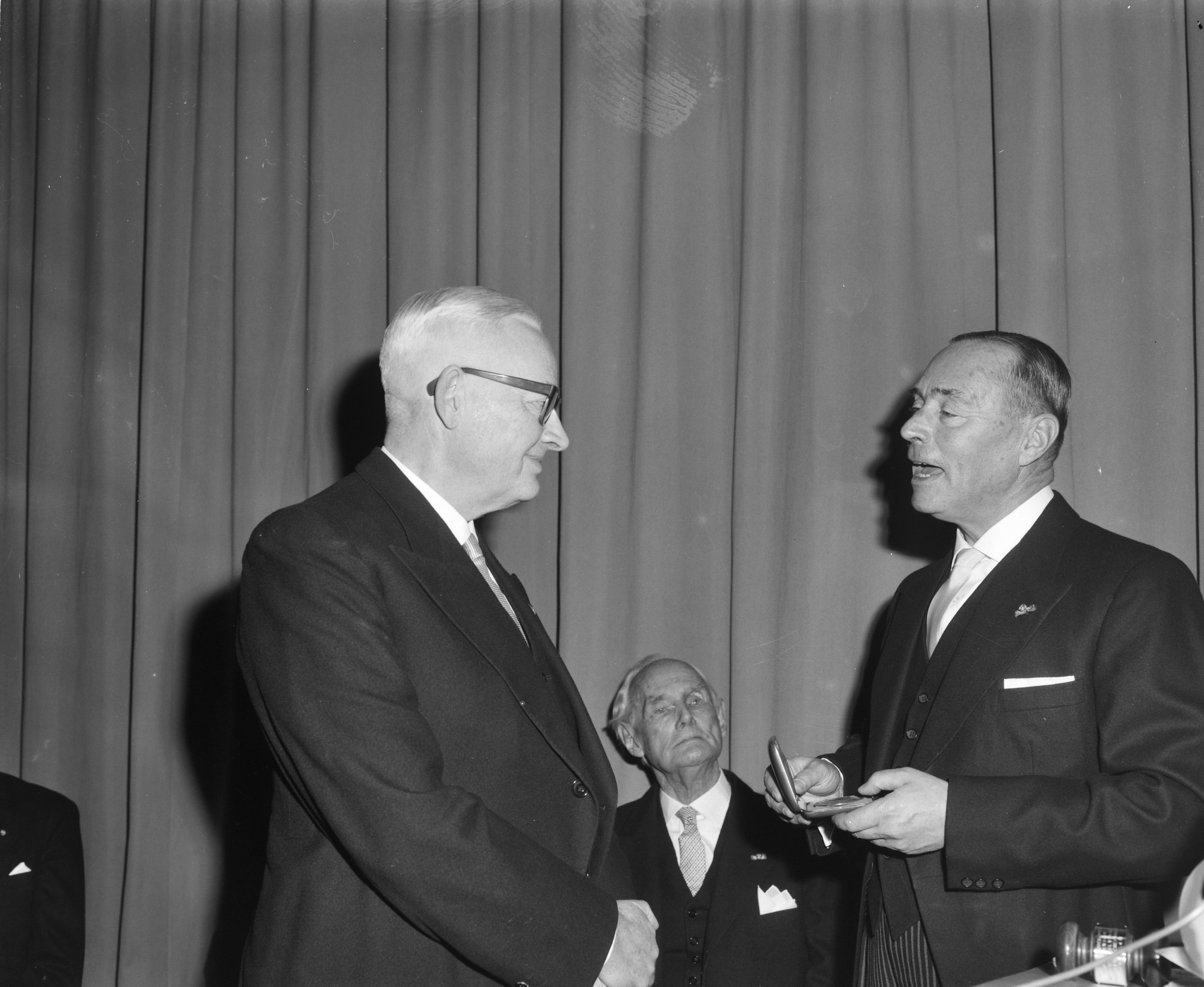
C.J. Snijders-medaille uitgereikt aan Van der Maas, 1962

Henk van der Maas klom op van MULO B via de Middelbare Technische School naar de Technische Hogeschool Delft en werd in 1923 scheepsbouwkundig ingenieur. Direct daarna begon hij bij de Rijksstudiedienst voor de Luchtvaart (RSL), een voorloper van het NLR, in Amsterdam. In 1925 behaalde hij zijn vliegbrevet. Als ingenieur-vlieger bij de RSL testte hij tot 1940 vrijwel alle in Nederland gebruikte civiele en militaire vliegtuigen. Hij promoveerde in 1929 op het proefschrift Stuurstandslijnen van vliegtuigen; de bepaling ervan door middel van vliegproeven en hare beteekenis voor de beoordeeling der stabiliteit.
Eind 1934 kreeg hij de opdracht het ongeluk met het KLM-vliegtuig Uiver op 20 december 1934 te onderzoeken. Zijn rapport werd op 5 februari 1935 gepubliceerd.
Tot 1937 werden alle nieuwe types verkeersvliegtuig door de RSL gekeurd. In die jaren deed Van der Maas veel keuringsvluchten. Gezocht werd naar een methode waarbij een objectieve beoordeling kon worden gegeven, niet door de piloot maar door meetinstrumenten. Mede door zijn onderzoeken kwam er in 1939 een leerstoel in de vliegtuigbouwkunde bij de afdeling Werktuigbouwkunde en Scheepsbouwkunde van de TH Delft. Hij werd de eerste hoogleraar in dit vakgebied.
Tijdens de Tweede Wereldoorlog bleef Van der Maas doceren en onderzoek doen. In 1944 moest hij echter onderduiken nadat hij het studentenverzet had gesteund.
Meteen na de bevrijding werd Van der Maas benoemd tot rector-magnificus van de TH Delft. Zijn afdeling Vliegtuigbouwkunde, waarvan hij voorzitter-beheerder bleef, kreeg een eigen gebouw met laboratoria en windtunnels. Hij geloofde in de waarde van eigen waarneming in de lucht en regelde dat goede studenten ook een vliegopleiding kregen. Hij combineerde zijn functies aan de TH met andere voorzitterschappen, zoals van het Nederlands Instituut voor Vliegtuigontwikkeling (NIV), dat betrokken was bij de ontwikkeling van nieuwe toestellen van vliegtuigfabrikant Fokker. Als voorzitter van het Nationaal Luchtvaartlaboratorium (NLL) bleef hij benadrukken dat er in onderzoek geïnvesteerd moest worden. Om uitbreiding mogelijk te maken werd een terrein in de Noordoostpolder aangeschaft, waar ook een windtunnel werd aangelegd.
In 1952 werd de Advisory Group for Aeronautical Research and Development (AGARD) opgericht als onderdeel van de NAVO. Van der Maas was medeoprichter en bleef Nederlands gedelegeerde tot 1971. In 1957 was hij medeoprichter van het International Council for the Aeronautocal Sciences {ICAS). Hij was ervan overtuigd dat de luchtvaart veel kon leren van de ruimtevaart.
Zijn verdiensten voor wetenschap en techniek werden beloond door zijn verkiezing, in 1959, tot lid van de Koninklijke Nederlandse Akademie van Wetenschappen (KNAW). In 1967 nam hij afscheid van de TH in Delft. Hij bleef actief voor de NIV en het NLL tot 1970 en 1971.
Enkele jaren na zijn dood is PH-LAB, het vliegtuig van het NLR en de TU Delft, met zijn naam gedoopt.

## Onderscheiden
- Ridder in de Orde van de Nederlandse Leeuw
- Commandeur in de Orde van Oranje-Nassau
- C.J. Snijders-medaille, 1962
- Von Kármám medaille van de AGARD, 1973
- Erelid van de Royal Aeronautical Society
- In 2017 geselecteerd voor de Alumni Walk of Fame[3] ter gelegenheid van zijn uitzonderlijke loopbaan als gerenommeerd scheepbouwkundig en vliegtuigbouwkundig ingenieur.